# 汎テュルク主義
汎テュルク主義（はんテュルクしゅぎ、トルコ語: Türkçülük、Pantürkizm、ロシア語: пантюркизм、英語: Pan-Turkism）は、ユーラシア大陸に広範に分布するテュルク系諸民族に対して、言語的、文化的、歴史的な共通性を根拠に、政治的、経済的な統合を目指すイデオロギーを指す。
語源は、19世紀末のロシア帝国政府による造語といわれる。文脈により、イスラーム主義や個々のテュルク系民族主義（トルコ民族主義、タタール民族主義等）と対立的に用いられることがある。
日本語で「汎トルコ主義」と呼称する場合があるが、同様のイデオロギーを指す。（詳細は「テュルク」を参照）

## 歴史
汎テュルク主義の起源は、19世紀後半のロシア帝国に求められる。19世紀後半から、ロシア帝国内のムスリム知識人は、教育の近代化を目指す改革運動（ジャディード運動）を展開した。識字率の向上や出版の振興を目指す運動の中で自らの母語に対する関心が生まれ、ムスリムという宗教共同体への帰属意識だけでなく、テュルク人という民族意識が高まりつつあった。ロシア帝国政府は、こうした民族意識の高揚を警戒し、抑圧の対象とした。文章語の共通化を推進していた『テルジュマン』紙の主幹イスマイル・ガスプリンスキーらは、内務省当局やロシア正教会関係者から「トルコのスパイ」として批判の矢面に立たされた。
一方、オスマン帝国では、1908年の青年トルコ人革命により、スルタン・アブデュルハミト2世が失脚した。アブデュルハミト2世はカリフとしての宗教的権威を強調することで、オスマン帝国の対外的な威信を維持しようとしていたが、スルタンの失脚により、ウンマの統一性よりもテュルク人としての民族意識を強調する言論が盛んに唱えられるようになる。また、タタール人のユースフ・アクチュラをはじめとする民族主義者がロシア帝国から数多く亡命し、テュルク系諸民族の一体性を訴える汎テュルク主義は、第二次立憲制期のオスマン帝国において大きな思想潮流となった。
第二次立憲制期に陸軍大臣を務めたエンヴェル・パシャは、第1次世界大戦での敗北後、ソ連の意向を受けてアナトリアでテュルク系諸民族の統一を画策したのに失敗し、トルキスタンで中央アジアの反ソ運動であるバスマチ運動に参加した背景には、こうした第二次立憲制期の知的風土があった。
しかし、1923年のローザンヌ条約により、トルコの領土がアナトリアを中心とした領域に限定されると、トルコ独立戦争によって成立したムスタファ・ケマル体制は、アナトリアという地理的な枠組みを前提としたトルコ民族主義を強調するようになり、ローザンヌ体制から逸脱する汎テュルク主義は一転して弾圧の対象となった。
1920-30年代のトルコでは、オスマン語から外来語を排除し、古来の「本来のトルコ語」を復活させようとする言語純化運動が精力的に進められた。1932年にはトルコ言語協会が、1935年にはトルコ歴史協会が設立され、言語学や考古学の観点から、公的なトルコ民族主義の制定が急速に進められた。こうした中で、世界の諸言語の起源を中央アジアに求め、トルコ語をその純粋な後継言語と位置づける「太陽言語説」のような政治神話が流布することもあったが、現実のトルコ国外のテュルク系民族に政治的な影響を及ぼそうとする動きは見られなかった。
一方で、ロシア革命後のソ連においても、汎テュルク主義はエンヴェルの1921年の転向により弾圧の対象となった。同年のロシア共産党第10回党大会では、「党はブルジョア民族主義的傾向をもつ汎テュルク主義を批判する」というドクトリンが制定され、「汎テュルク主義」はソ連で政治犯が告発される際の政治的罪状の一つとなった。1930年代には、ミールサイト・スルタンガリエフをはじめとする多くのテュルク系の幹部が「汎テュルク主義者」の罪状で粛清された。
第二次世界大戦中には、ドイツがソ連領内のテュルク系民族の離反を狙って汎テュルク主義の宣伝工作を行ったが、さしたる成果を挙げることはなかった。

## 近年の状況
ソ連邦の崩壊後、中央アジア諸国が独立すると、トルコはこれらの国々に積極的な経済援助を実施した。また、アゼルバイジャンやトルクメニスタン、ウズベキスタン、タタールスタンでは、従来のロシア・旧ソ連式キリル文字などに代わって、近代トルコ語の正書法に倣ったラテン文字の正書法が制定されるなど、ソ連体制下で抑圧されていたテュルク系諸民族の一体性が強調される動きも見られる。
しかし、旧ソ連諸国の公的諸制度は共和国という政治単位に強固に枠付けられており、また、反体制派の依拠するイデオロギーも、民族主義からイスラーム主義に重点が移りつつあるため、政治的な汎テュルク主義が復興する可能性はほとんどないと見られている。